# Lindian
Lindian, tidigare stavat Lintien, är ett härad som lyder under Daqings stad på prefekturnivå i Heilongjiang-provinsen i nordöstra Kina.